# Belkar, Gölbaşı
Belkar là một thị trấn thuộc huyện Gölbaşı, tỉnh Adıyaman, Thổ Nhĩ Kỳ. Dân số thời điểm năm 2011 là 2.169 người.